# Elaphoglossum dominii
Elaphoglossum dominii är en träjonväxtart som beskrevs av Vladimír Joseph Krajina. Elaphoglossum dominii ingår i släktet Elaphoglossum och familjen Dryopteridaceae. Inga underarter finns listade.